# Bodies Bodies Bodies
Bodies Bodies Bodies ist eine Horrorkomödie von Halina Reijn, die im März 2022 beim South by Southwest Film Festival ihre Premiere feierte, im August 2022 in die US-Kinos kam und Ende Oktober in den deutschen Kinos startete.

## Handlung
Sophie besucht zusammen mit ihrer neuen Beziehung Bee eine kleine Party bei David, einem Freund aus Kindergarten-Tagen. Anwesend sind auch Davids Freundin Emma und die zum Freundeskreis gehörenden Jordan und Alice. Überdies stellt sich ein Sophie unbekannter Mann als Greg vor – der Neue an der Seite von Alice – über den es in der Gruppe heißt, er sei früher bei der Armee gewesen. Sophies Anwesenheit trifft in der Gruppe auf gespaltene Reaktionen, hatte sie doch seit einem Drogenentzug kaum mehr Kontakt zu ihren Freunden.
Als ein Sturm aufzieht, ziehen sich die sieben jungen Leute in die Villa des abgelegenen Anwesens von Davids Eltern zurück. Bee nimmt zunächst eine gewisse Außenseiterrolle ein, da sie im Gegensatz zu den anderen aus einfachen sozialen Verhältnissen kommt. Die Stimmung lockert sich merklich auf, als neben Alkohol von mehreren Personen Kokain konsumiert wird. Sophie schlägt das Partyspiel „Bodies Bodies Bodies“ vor, bei dem einem Spieler verdeckt die Mörderrolle zugelost wird und dieser im Anschluss die Mitspieler bei Dunkelheit „umbringen“ muss. In einer ersten Runde ist Greg das erste Opfer, der sich daraufhin aus dem Spiel zurückzieht. Als die anderen Mitspieler über die Identität des Mörders diskutieren, fällt der Verdacht auf David. In der folgenden Diskussion stellt sich zu Davids Entsetzen heraus, dass Emma intime Informationen über ihre Beziehung mit ihren Freundinnen geteilt hat, woraufhin David rausgewählt wird und erzürnt das Haus verlässt.
Bevor die nächste Runde starten kann, kommt es zu einem durch den Sturm verursachten Stromausfall. Als Bee durch das dunkle Anwesen geht, sieht sie den schwer verwundeten David gegen eine Scheibe klopfen. Obwohl schon bald alle Frauen zu Hilfe kommen, müssen sie mitansehen, wie David – dem die Kehle mit einem Säbel durchtrennt wurde – verblutet. Bedingt durch den Stromausfall kann die Gruppe weder telefonisch den Notarzt rufen noch das elektronisch gesteuerte Einfahrtstor des Anwesens öffnen, um Hilfe zu holen. Nachdem die Frauen sich wieder ins Haus begeben haben, beginnen unter ihnen wilde Spekulationen über den Täter. Neben Jordans Ex-Freund Max, der am Vorabend mit David einen Streit um Emma anfing und seitdem verschwunden ist, fällt der Verdacht auf den verdächtig abwesenden Greg. Sie finden ihn in der Sporthalle der Villa, wo er mit Kopfhörern Übungen macht und von der ganzen Aufregung im Haus nichts mitbekommen hat. Er hält die Anschuldigungen zunächst für einen Teil des Spiels, doch als ihn die Frauen aus Angst angreifen und er sich verteidigt, wird Greg von Bee erschlagen.
In der Gruppe glaubt allerdings niemand ernsthaft daran, dass es sich bei Greg um den wahren Täter handelte, zumal er Veterinär und kein Veteran war. Als weitere Beschuldigungen beginnen, kommt es zwischen Emma und Sophie zu einem Streit über David, woraufhin die Gruppe sich aufteilt und Emma nach einem Treppensturz tot aufgefunden wird. Der Verdacht richtet sich nun vorrangig gegen Bee, die zu Sophies Überraschung über ihre Vergangenheit gelogen hat. Bee klärt die Gruppe über ihre familiären Hintergründe auf und beteuert ihre Liebe zu Sophie, wodurch sie deren Vertrauen zurückgewinnen kann. Ihr eigener Verdacht richtet sich nun gegen Jordan, die sie angeblich mit einer Waffe gesehen hat. Als Jordan zunehmend in den Fokus der Diskussion gerät, verspielt sie das Vertrauen und die Rückendeckung von Alice, die bis zu diesem Zeitpunkt fest zu ihr gehalten hat. Jordan ist gekränkt, als Egoistin bezeichnet worden zu sein, zieht eine Pistole und schießt im Affekt auf Alice, bestreitet aber, für Davids Tod verantwortlich zu sein.
Es kommt zu einem Handgemenge zwischen den vier Frauen um die Waffe, bei dem Alice endgültig erschossen wird. Als Jordan die noch verbliebenen Sophie und Bee mit der Waffe bedroht, arbeiten diese zunächst zusammen und werfen Jordan das Treppenhaus hinab. Da diese zuvor noch Zweifel bei Bee über die Treue ihrer Freundin säen konnte, kommt es auch zwischen den beiden letzten verbliebenen Frauen zu einem Vertrauensbruch. Bee versteckt sich die restliche Nacht vor Sophie und läuft am nächsten Morgen durch das mit Leichen übersäte Haus, ehe es zu einer Konfrontation zwischen beiden kommt. Bee möchte als Treuebeweis die letzten Nachrichten auf Sophies Handy überprüfen, stellt allerdings fest, dass es sich um das Telefon von David handelt. Auf dem Gerät finden beide ein am Abend zuvor von David selbst aufgenommenes Video, auf dem zu sehen ist, wie er sich bei dem Versuch, eine Champagnerflasche mit einem Säbel zu köpfen, selbst die Kehle durchschneidet. Wenig später erscheint Max auf dem Anwesen und findet entsetzt die fünf Leichen seiner Freunde vor.

## Produktion

### Filmstab
Bodies Bodies Bodies ist der zweite Spielfilm der niederländischen Schauspielerin Halina Reijn. Ihr Regiedebüt Instinct – Gefährliche Begierde (Instinct, 2019) wurde von den Niederlanden 2020 als bester internationaler Film bei den Oscars eingereicht. Das Drehbuch schrieben Kristen Roupenian, Sarah DeLappe und Chloe Okuno. Letztere war ursprünglich für den Regieposten vorgesehen.

### Besetzung und Dreharbeiten
Amandla Stenberg spielt Sophie, Marija Bakalowa ihre Freundin Bee. Pete Davidson ist in der Rolle ihres Gastgebers David zu sehen, Chase Sui Wonders spielt dessen Freundin Emma. Myha’la Herrold spielt Jordan, Rachel Sennott ist in der Rolle von Alice zu sehen und Lee Pace als ihr Liebhaber Greg.
Als Kameramann fungierte Jasper Wolf, mit dem Reijn bereits für Instinct zusammenarbeitete und der auch für Filme wie Monos – Zwischen Himmel und Hölle von Alexis Dos Santos und Paradise Drifters von Mees Peijnenburg tätig war.

### Filmmusik und Veröffentlichung
Ende Juli 2022 wurde von A24 Music und Warner Music UK der für den Film geschriebene Song Hot Girl als Download veröffentlicht. Dieser wurde von dem Schlagzeuger der Band 1975 George Daniel produziert und wird von Charli XCX gesungen. Die Filmmusik komponierte Rich Vreeland unter dem Pseudonym Disasterpeace. Am 10. August 2022 veröffentlichte A24 das neun Musikstücke umfassende Soundtrack-Album als Download. Hot Girl hat sich für eine Nominierung in der Kategorie Bester Song im Rahmen der Oscarverleihung 2023 qualifiziert.
Erste Vorstellungen erfolgten ab dem 14. März 2022 beim South by Southwest Film Festival. Anfang August 2022 wurde er als Abschlussfilm beim Fantasia Film Festival gezeigt und im weiteren Verlauf des Monats beim Melbourne International Film Festival.
Am 5. August 2022 kam der Film in die US-Kinos. Der Kinostart in Deutschland erfolgte am 27. Oktober 2022.

## Rezeption

### Altersfreigabe
In den USA erhielt der Film von der MPAA ein R-Rating, was einer Freigabe ab 17 Jahren entspricht. In Deutschland wurde der Film von der FSK ab 16 Jahren freigegeben. In der Freigabebegründung heißt es, die Geschichte beziehe ihre Spannung aus der klaustrophobisch-düsteren Situation und der Dynamik zwischen den Figuren. Der makabre, oft selbstreferentielle und jugendaffine Humor breche dabei immer wieder den Schrecken der Ereignisse, weshalb Jugendliche ab 16 Jahren auf der Basis ihrer Medienerfahrung in der Lage seien, die teils drastischen Darstellungen von Verletzungen und den nicht klar negativ bewerteten Konsum harter Drogen zu verarbeiten. David Steinitz von der Süddeutschen Zeitung bemerkt hierzu, Bodies Bodies Bodies sei ein Thriller, eine Komödie, vor allem aber eine schöne Parodie auf den Narzissmus der Generation Z.

### Kritiken
Von den bei Rotten Tomatoes aufgeführten 237 Kritiken sind 86 Prozent positiv bei einer durchschnittlichen Bewertung mit 7.1 von 10 möglichen Punkten. Auf Metacritic erhielt der Film einen Metascore von 69 von 100 möglichen Punkten.
Peter Osteried schreibt in seiner Funktion als Filmkorrespondent der Gilde deutscher Filmkunsttheater, anders als eigentlich in der ursprünglichen Version des Drehbuchs angedacht, lasse der Film den Figuren Raum, sich zu entfalten, und man erfahre schon früh von den Schwierigkeiten, die existieren, und die im Lauf des Films zu einer Eskalation führen. In seinen besten Momenten werde der Film zur Sozialsatire über die Losgelöstheit der Reichen von dem, was man als Normalität bezeichnen würde. Ebenso arbeite das Ganze mit einem Maß der Selbsttäuschung der Figuren, die sehr schön illustriere, wie weit Menschen bereit sind, selbst das Offensichtliche zu verleugnen, wenn sie sich der eigenen Schuld nicht stellen wollen. So sei Bodies Bodies Bodies, wie man es bei einer A24-Produktion einfach erwarte, ein Horrorfilm mit Mehrwert, der aber ebenso als Drama funktioniere: „Ein auf mehreren Ebenen vergnüglicher Film, der bei der großen Konfrontation nicht nur dramatisch, sondern in seiner Überzeichnung der Figuren auch herrlich schräg ist.“

### Auszeichnungen
Dorian Awards 2023
- Nominierung als Extravagantester Film des Jahres[16]

Fangoria Chainsaw Awards 2023
- Nominierung als Beste Nebendarstellerin (Rachel Sennott)[17]

Independent Spirit Awards 2023
- Nominierung für die Beste Regie (Halina Reijn)
- Nominierung für das Beste Debütdrehbuch (Kristen Roupenian, Sarah DeLappe & Chloe Okuno)[18]

MTV Movie & TV Awards 2023
- Nominierung als Beste Nachwuchsdarstellerin (Rachel Sennott)
- Nominierung für die Furchterregendste Darbietung (Rachel Sennott)[19]

## Synchronisation
Die deutsche Synchronisation entstand nach einem Dialogbuch von Cora Mainz und unter der Dialogregie von Olaf Mierau im Auftrag von Iyuno Germany.
| Darsteller        | Synchronsprecher     | Rolle  |
| ----------------- | -------------------- | ------ |
| Amandla Stenberg  | Giovanna Winterfeldt | Sophie |
| Marija Bakalowa   | Anna-Maria Bednarzik | Bee    |
| Myha’la Herrold   | Runa Aléon           | Jordan |
| Rachel Sennott    | Lea Kalbhenn         | Alice  |
| Chase Sui Wonders | Samina König         | Emma   |
| Lee Pace          | Sascha Rotermund     | Greg   |
| Pete Davidson     | Nicolas Rathod       | David  |
| Conner O’Malley   | Fabian Kluckert      | Max    |